# Euphorbia arrecta
Euphorbia arrecta là một loài thực vật có hoa trong họ Đại kích. Loài này được N.E.Br. mô tả khoa học đầu tiên năm 1911-1912 publ. 1914.